# Stella Matutina

Cruz usada na Golden Dawn

A Stella Matutina (Estrela da Manha) era uma irmandade iniciatória em magia dedicada à disseminação dos ensinamentos tradicionais da Ordem Hermética da Aurora Dourada. Originalmente, a ordem anterior a Stella Matutina era conhecida como Mystic Rose (Rosa Mística) ou Order of the M.R. in the Outer. Notadamente, quando o autor oculista Israel Regardie revelou os documentos da Golden Dawn para o público em geral pela primeira vez, não era os ensinamentos da Ordem antiga, mas sim os Stella Matutina.

## Origens
Após uma revolta de adeptos em Londres contra o então mestre da Ordem (Samuel MacGregor Mathers) no começo de 1900, A Ordem segmentou-se em dois grupos. Aqueles que juraram lealdade a Mathers auto nomearam-se de Alpha et Omega, enquanto que o grupo de Londres ficou como Hermetic Society of the Morgenrothe.  Esse último reteve membros como Robert Felkin (um doutor Britânico), John William Brodie-Innes, A.E. Waite, Rev. Ayton, W.B. Yeats entre outros.
A Morgenrothe já possuía uma existência longa antes disso, e, também segmentada em duas. Aqueles que estavam mais interessados em Misticismo Cristão (encabeçados por A.E. Waite), tomaram parte com os remanescentes da Isis-Urania, e formaram a Independant and Rectified Rite of the Golden Dawn, e depois a Fellowship of the Rosy Cross.  Aqueles da Morgerothe que estavam mais interessados em ocultismo (dirigidos por Dr. Felkin) formaram a "Stella Matutina"- nomeando seu Templo Mãe de "Amoun."
A ordem antiga foi mudada por Dr. Felkin e por outros membros da Golden Dawn baseados em Londres. Entre os que ajudaram a formar a Stella Matutina era J.W. Brodie-Innes, tendo ele logo feito as pazes com Mathers e partido para a Alpha et Omega.
O primeiro gesto de independência foi a criação de um comitê de doze pessoas para dirigir a Ordem por um ano. Novas realizações mostraram que isso estava bem longe de ser satisfatório. Com mesquinhez e crescente disputa, eles abandonaram todas as reformas e voltaram ao antigo esquema de apontar três pessoas para o governo da fraternidade.
Enquanto visitava a Nova Zelândia, Dr. Felkin e sua esposa criaram um novo templo chamado Smaragdine Thalasses que era bem próxima com a New Zealand Province of the Societas Rosicruciana. A visita era para ser permanente, mas Mr. Meakin, que era esperado para tomar posse como chefe do Templo de Amoun, morreu em outono de 1912.
O Templo Amoun da Stella Matutina em Londres fechou as portas em 1919, tendo dois membros se tornado esquizofrênicos, sendo um deles, um Clérigo, morreu em uma instituição para doentes mentais.
Felkin criou a Whare Ra (Maori para "House of the Sun"), um templo da Stella Matutina em sua cidade,  Havelock North, na região de Hawke's Bay. Em alguns anos, ele estabeleceu a Loja Hermes em Bristol, a Secret College em Londres, e a Loja de Merlin, também em Londres.
Em 1933, Israel Regardie juntou-se ao Templo de Hermes em Bristol, e pediu pra sair do Templo de Amoun em 1934, encontrando-a, segundo ele, em um estado total de decadência moral. Muitos dos antigos conhecimentos da Golden Dawn foram  "removidos ou fortemente alterados, em grande parte porque eles estavam além da capacidade dos chefes." Esses mesmos chefes disseram-se  ser de "extraordinários graus ", mas Regardie os contestou. Como exemplo, ele contou que niguem no Templo sabia jogar o Enochian chess, sendo o xadrez da ordem de fato nunca ter sido usado. Ele construiu suas próprias regras e desafiou os superiores da Ordem para jogar o xadrez mágico: todos declinaram com desculpas.
Em 1939, a Stella Matutina entrou em um estado de dormência, embora o Templo de Hermes tenha continuado até 1970. O Templo Whare Ra na Nova Zelândia funcionou até 1978.

## Independência
Desde o inicio, Felkin acreditava que a ordem deveria entrar em contato com os Secret Chiefs (ou Chefes Sagrados. No ocultismo acredita-se que eles sejam autoridades cómicas transcendentais, que atuam no controle do cosmos e coisas afins), usando trabalhos astrais e comunicações, sendo essas recebidas por transes ou escritas automáticas, assim como seu desejo de uma unidade com os Rosacruzianos. Grande importância era dada para essas mensagens, que vinham em grande numero, muitas delas dando aprovação para mudanças nos rituais.
Felkin construiu novas abordagens e graus para a Stella Matutina, sendo algumas como a criação do Adeptus Major, Adeptus Exemptus, e Magister templi, todas elas assemelhando-se aos graus da Ordo Templi Orientis do quarto, quinto e sexto, antes de serem reescritas por Aleister Crowley.
Nesse período, de acordo com Francis King, os chefes do Templo de Amoun eram viciados em mediunidade e viagem astral. A interpretação deles das técnicas de projeção e viagem astral da Golden Dawn parecem ter saído do grupo de Florence Farr, a  Sphere.
Felkin não estava satisfeito com os encontros astrais e desejava um contato físico com os Chefes secretos. De 1901 doravante, ele viajou intensivamente esperando encontrar antênticos Rosacruzes. Em 1906, ele acreditou que encontrou o que estava procurando: um professor, sua filha adotada e mais um homem, que ele acreditava serem de fatos Rosacruzes. A filha do professor alegava ser sobrinha de Anna Sprengel (A Chefe Secreta que teria autorizado a fundação da Golden Dawn original), e também afirmou que sua tia era membro da organização, assim como ela.

## Membros conhecidos
- Robert Felkin - Frater Finem Respice: Imperator
- Harriet Felkin - Soror Quaestor Lucis
- Ethlewyn Felkin (Filha de  Robert e Harriet Felkin)
- Mr. Meakin - Frater Ex Orient Lux
- Israel Regardie - Frater Ad Maiorem Adonai Gloriam
- Baron Walleen
- James Walter Chapman-Taylor
- W. B. Yeats – poeta irlandês e vencedor do Prêmio Nobel de Literatura.

## Releitura
Há relatos de um revivamento da Stella Matutina com o nome de Ordo Stella Matutina, tendo uma escola online para iniciantes conhecida como The Hermetic Sanctuary of Ma'at. que é certificada pela The Hermetic Order of the Golden Dawn, Inc..